# Anne Martine Parent
Pour les articles homonymes, voir Parent.
 (août 2019).
Anne Martine Parent est une poète québécoise et professeure à l'Université du Québec à Chicoutimi (UQAC) à Saguenay.

## Biographie
Anne Martine Parent a fait ses études à l’Université Laval et à l’Université du Québec à Montréal (UQAM). En 2006, elle y soutient sa thèse, Paroles spectrales, lectures hantées. Médiation et transmission dans le témoignage concentrationnaire, qui aborde le témoignage des personnes ayant vécu les camps de concentration nazis pendant la Seconde Guerre mondiale. Après un stage post-doctoral à l'Université de Montréal, elle devient professeure à l'Université du Québec à Chicoutimi, où elle enseigne la théorie littéraire et la littérature française des XXe et XXIe siècles. Elle est membre du centre de recherche Figura sur le texte et l’imaginaire et du Réseau québécois en Études féministes (RéQEF).
Ses recherches portent sur la littérature contemporaine et l’écriture des femmes, sur le témoignage littéraire ainsi que sur la représentation de la sexualité des femmes dans les séries télévisées.

## Publications

### Ouvrages collectifs
- Poétiques et imaginaires de l'événement (dir.), Montréal, Figura, Centre de recherche sur le texte et l'imaginaire, coll. «Figura», 2011.
- L’imaginaire du labyrinthe. Fondements et analyses (dir.), Montréal, Figura, Centre de recherche sur le texte et l'imaginaire, coll. «Figura», 2002.

### Poésie
- Je ne suis pas celle que vous croyez, Chicoutimi, Éditions La Peuplade, coll. « Poésie », 2016.
- L'horizon par hasard, Chicoutimi, Éditions La Peuplade, coll. « Poésie », 112 p., 2023  (ISBN 978-2-925141-54-9) - Première sélection du Prix des libraires du Québec 2024, catégorie Poésie[3].

### Essais
- Paroles spectrales, lectures hantées. Médiation et transmission dans le témoignage concentrationnaire, Montréal, Éditions Nota Bene, coll. «Sillage», 2019.